# Atentado terrorista de Túnez de 2015
El 24 de noviembre de 2015, un autobús que transportaba guardias presidenciales tunecinos explotó, matando a 14, en una calle principal en Tunis, Túnez. ISIS se atribuyó el ataque. El atacante, que también murió en el ataque, fue identificado como Houssem Abdelli.

## Ataque
El 24 de noviembre de 2015, al menos 14 personas murieron en un atentado contra un autobús en Tunis, la capital de Túnez. El autobús transportaba a miembros de la Seguridad Presidencial de Túnez. La explosión ocurrió cuando el vehículo estaba estacionado cerca de una arteria principal de la capital tunecina, donde miembros de la guardia son típicamente recogidos y dejados fuera, según un funcionario de la Oficina del primer ministro de Túnez.
La explosión, que se describe como un "ataque" por el portavoz presidencial Moez Sinaoui, golpeó en la avenida Mohamed V de la capital, lo dijo un funcionario del ministerio a la AFP. Un periodista de la AFP informó haber visto la cáscara parcialmente quemada fuera del autobús, con la policía, ambulancias y camiones de bomberos en la escena.
El atacante fue identificado como Houssem Abdelli, de 28 años de edad, residente de Tunis. La madre del hombre lo identificó a partir de una fotografía.

## Reacciones
El Ministerio del Interior de Túnez anunció que se trataba de un acto terrorista, mediante el uso de un explosivo Semtex proveniente de Libia. El grupo militante del Estado Islámico se atribuyó la responsabilidad por el ataque en una declaración en línea, aunque las autoridades no discutieron los vínculos entre los grupos de atacantes y extremistas.
El grupo también se ha atribuido la responsabilidad de dos ataques en Túnez realizados a principios de 2015, que estaban destinados a la industria turística: el ataque al Museo Nacional del Bardo en marzo y el ataque en la playa de un hotel de Susa en junio.
Después del ataque, el presidente Béji Caïd Essebsi había colocado a Túnez bajo toque de queda que se reanudó luego de estar un mes en estado de emergencia. El Ministerio del Interior de Túnez informó que las redadas de seguridad nacional han dado lugar a la detención de 40 personas con presuntos vínculos con grupos terroristas. Entre las personas detenidas fueron capturadas la hermana y la madre del presunto atacante. Entre las personas detenidas se encuentran la hermana y la madre del presunto atacante.